# E.J. Holub
Emil Joseph Holub, detto E.J. (Schulenburg, 5 gennaio 1938 – 21 settembre 2019), è stato un giocatore di football americano statunitense che ha militato nel ruolo di linebacker e centro nella American Football League (AFL) e nella National Football League (NFL).

## Carriera
Holub fu scelto dai Dallas Texans nel corso del primo giro (6º assoluti) nel Draft AFL 1961 e dai Dallas Cowboys nel secondo giro (16º assoluti) del Draft NFL 1961. Il 17 gennaio 1961 optò per firmare per i Texans.
Holub iniziò la sua carriera professionistica giocando sia in attacco che in difesa, già una rarità durante quell'epoca. Durante una partita nel 1962, disputò 58 minuti su 60, alternandosi in attacco e difesa; in un'altra accumulò 56 minuti di gioco.
Nella sua stagione da rookie divenne outside linebacker sinistro titolare. Nel 1964 disputò solamente 9 partite a causa di un'operazione chirurgica alle ginocchia. Nel 1965 si spostò nel ruolo di outside linebacker destro. Nel 1967 disputò solo sei partite dopo di che fu inserito in lista infortunati il 2 novembre per un problema a un muscolo della gara. 
Nei primi anni Holub giocò sia come linebacker che come long snapper (su extra point e field goal) finché gli infortuni alle ginocchia e la rottura di un tendine lo costrinsero a passare a centro nel 1968, sostituendo il recentemente ritirato Jon Gilliam. Nel Super Bowl IV divenne il primo giocatore a giocare sia in attacco che in difesa in più di un Super Bowl.
Anche dopo undici operazioni alle ginocchia (sei al sinistro e cinque al destro), Holub era un leader e un giocatore di squadra, sfidando il dolore per giocare accanto ai suoi compagni. Trascorse ore in sala allenamento a vedere sangue e liquido drenati dalle sue ginocchia, dopo di che si recava in campo e giocava come se non avesse alcun problema fisico.
Houlb fu convocato per l'All-Star Game nel 1961, 1962, 1964, 1965 e 1966 e fu l'unico giocatore a partire come titolare nel Super Bowl in due diversi ruoli.  Iniziò come linebacker partente il Super Bowl I dopo fu che il centro titolare nel Super Bowl IV, contribuendo alla vittoria sui Minnesota Vikings 23–7. Fu immortalato a eseguire lo snap per Len Dawson sulla copertina del 14 gennaio 1970 di Sports Illustrated, pubblicato dopo la partita.
Con le sue ginocchia che andavano logorandosi, i Chiefs scelsero il suo  successore, Jack Rudnay, nel Draft NFL 1969. Rudnay prese il posto di centro titolare nella stagione 1970, mentre Holub disputò tutte le 14 partite come long snapper, iniziandone solo 6 come centro. Nel 1971 si infortunò al ginocchio nella prima settimana del training camp e poco dopo annunciò il ritiro.

## Palmarès

### Franchigia
Super Bowl : 1
Kansas City Chiefs: IV
- Campionati AFL : 3

Dallas Texans: 1962
Kansas City Chiefs: 1966, 1969

### Individuale
- AFL All-Star: 5

1961, 1962, 1964–1966
- First-team All-AFL: 2

1962, 1963
- Second-team All-AFL: 5

1961, 1964–1966, 1969
- Kansas City Chiefs Hall of Fame